# Вікове дерево клену гостролистого, 110 років
Вікове дерево клену гостролистого — 110 р. — ботанічна пам'ятка природи місцевого значення. Об'єкт розташований на території Бердянського району Запорізької області, Придніпровська залізниця, пікет 203 км.
Площа — 0,05 га, статус отриманий у 1984 році.